# Гельмерсен, Отто Фридрих
Отто Фридрих Гельмерсен (1728—1785) — родоначальник петербургской династии Гельмерсенов, наместник Эзельский.
Его тётка была женой Кристиана Бернарда Глюка, назва́ного брата царицы Екатерины Алексеевны, поэтому Гельмерсены считались состоявшими в родстве с Романовыми.

## Биография
Родился в 1728 году на мызе Паргель (нем. Pargel, эст. Parila mõis).
Отто Фридрих был назначен наместником Эзельским и жил в замке Аренсбург на положении почти что главы отдельного государства.
Умер в 1785 году на мызе Дукерсгоф (нем. Duckershof, эст. Kammeri mõis).
Внук Отто Фридриха — Григорий Петрович Гельмерсен (1803—1885) — директор Горного института в Петербурге, основоположник русской школы геологической картографии.
.